# Tuxedo Junction
A Tuxedo Junctiondzsessz-sztenderdet a Glenn Miller and His Orchestra rögzítette. A lemez 1939-ben jelent meg. A dal szerzői: Erskine Hawkins, Bill Johnson és Julian Dash, dalszöveg: Buddy Feyne. A dal Billboard No. 1. lett a poplistán. A Glenn Miller-felvétel az első héten 115 000 példányban kelt el. Az 1953-as Glenn Miller életrajzi filmben, a „The Glenn Miller Story-ban” James Stewart és Harry Morgan volt a két főszereplő.

## Híres felvételek
A „Tuxedo Junction”-t számos zenekar és szólista adta elő, köztük a The Andrews Sisters, Ella Fitzgerald, Duke Ellington, Harry James, Frankie Avalon, Joe Jackson, Quincy Jones, Erskine Hawkins, Joe Jackson, Jools Holland,  ...
Stan Kenton felvette a dalt 1961-es „Mellophonium Magic” albumára. Ez lett a The Manhattan Transfer szignálcímdala is, amelyet először a The Manhattan Transfer albumukra tettek fel 1975-ben. Bob Marley ezt a dalt használta inspirációként a „Kaya” című slágeréhez.
A dal maga egy klubról szól, amely az alabamai, birminghami Ensley nevű külvárosában található. „Tuxedo Junction” néven emlegetik, bár az épületet „Nixon Building”-nek hívják, de a Tuxedo Parkban található egy villamos-kereszteződés: a „Tuxedo Junction”.

## Filmek
- Tuxedo Junction (film) 1941. (Republic Pictures) R.: Frank McDonald
- 1954: Befejezetlen románc, R.: Anthony Mann (életrajzi film)
- 1995: Gyilkosság Alcatrazban, R.: Marc Rocco, The Andrews Sisters
- 2001: The Spell of the Jade Scorpion, R.: Woody Allen
- 2008: Australia, R.: Baz Luhrmann
- 2019: The Irishman, R.: Martin Scorsese, főszereplő: Robert De Niro, Al Pacino